# Adisura anerythra
Adisura anerythra là một loài bướm đêm trong họ Noctuidae.